# Apocheiridium serenense
Apocheiridium serenense är en spindeldjursart som beskrevs av Vitali-di Castri 1969. Apocheiridium serenense ingår i släktet Apocheiridium och familjen dvärgklokrypare. Inga underarter finns listade i Catalogue of Life.